# María Tomasa Esteves y Salas
María Tomasa Esteves y Salas   (Salamanca, 27 de febrer de 1778 - Salamanca, 9 d'agost de 1814) va ser una dona que ha estat considerada com una heroïna a la seva ciutat natal per la seva implicació en la Independència de Mèxic, on va ajudar malalts i ferits que combatien en la causa, entre d'altres accions.

## Biografia
Va néixer a principis de 1778, a Salamanca, ciutat de estat de Guanajuato, Mèxic. Després de la mort del seu marit per part de l'exèrcit realista, i d'assistir a una convocatòria per a integrar-se a la causa insurgent dirigida pel capellà Miguel Hidalgo y Costilla, Esteves y Salas va destacar pel seu rol a favor dels malalts i combatents ferits de l'exèrcit insurgent, a la seva ciutat natal, en els primers anys de la guerra d'Independència.
Una altra de les seves tasques va ser la d'aconseguir informació confidencial de l'exèrcit realista espanyol, i integrar el primer front insurgent a Salamanca, juntament amb Andrés Delgado, Albino García Ramos i el capellà Rafael Garcilita. En algun moment, els soldats realistes van coincidir que Esteves y Salas era «la principal agent a procurar la deserció» a les tropes espanyoles, per la seva tasca addicional de persuasió d'alguns integrants de l'exèrcit realista perquè s'unissin a la causa insurgent.
Va morir afusellada a mitjan 1814. Alguns autors, es refereixen a Esteves y Salas com «l'heroïna insurgent». També eraneguda com «la Friné mexicana», en referència a l'hetera grega Friné.
El 2009, el govern municipal de Salamanca va homenatjar Esteves y Salas amb un luctuós esdeveniment. A l'any següent, es va instituir un premi anomenat igual que l'heroïna insurgent, per a distingir «Salmantinos distinguidos». Cal afegir que en aquesta localitat hi ha una escola que porta el seu mateix nom a manera de tribut.